# Hiệp hội học thuật Andragogical
Hiệp hội học thuật Andragogical (có tên Ba Lan: Akademickie Towarzystwo Andragogiczne, viết tắt là ATA), là một tổ chức tập hợp các nhà khoa học và các nhà hoạt động giáo dục để kết nối và chia sẻ phương pháp giáo dục sư phạm cho người lớn. Hiệp hội có trụ sở tại Khoa Sư phạm của Đại học Warsaw.

## Lịch sử
Ý tưởng thành lập Hiệp hội học thuật Andragogical được đưa ra lần đầu tiên trong hội nghị năm 1993 về "Chuyên nghiệp hóa giáo dục học thuật và logic" ở Łódź. Sau sự kiện này, các nhà tổ chức đã có cuộc họp ở Toruń, và đã sẵn sàng thành lập một tổ chức xã hội, lấy tên "Hiệp hội học thuật Andragogical" và tên viết tắt ATA, đồng thời cũng đã bầu ra một hội đồng tạm thời, bao gồm đại diện của các cộng đồng khoa học từ 7 thành phố (Warsaw, Toruń, Łódź, Lublin, Wrocław, Kraków và Opole). Giáo sư Józef Półturzycki trở thành chủ tịch của Hiệp hội (ông giữ chức vụ này cho đến năm 2008). ATA được đăng ký vào tháng 12 năm 1993 bởi một tòa án ở Warsaw.

## Mục đích của Hiệp hội
Bằng cách thúc đẩy ý tưởng học tập suốt đời, Hiệp hội học thuật Andragogical khởi xướng một số dự án dựa trên đối thoại với các đối tác trong và ngoài nước. Mục đích hoạt động của Hiệp hội học thuật Andragogical là tham gia tích cực vào việc xây dựng một lĩnh vực kiến thức chung về giáo dục người lớn, quan tâm đến việc chuyển giao kiến thức ở mức độ cao về học tập của người lớn, xây dựng uy tín về lý luận và thực tiễn của giáo dục người lớn trong công luận, tạo nền tảng hợp tác giữa học giả và các nhà thực hành, bao gồm cả những người trên thế giới văn hóa, doanh nghiệp và các tổ chức phi chính phủ.

## Các hoạt động cơ bản
Các hoạt động cơ bản của Hiệp hội học thuật Andragogical bao gồm:
- tổ chức các quy ước phi logic
- tổ chức các hội nghị định kỳ và logic
- tiến hành các hoạt động xuất bản (ấn phẩm: Giáo dục Người lớn, Kỷ yếu Andradogiczny, Thư viện Giáo dục Người lớn),
- cung cấp sự bảo trợ đối với các dự án phục vụ lý thuyết và thực hành của giáo dục người lớn (các quy tắc bảo trợ, đơn xin bảo trợ)
- trao giải thưởng cho các chuyên khảo xuất sắc,
- hợp tác với các bên khác về lý thuyết và thực hành giáo dục người lớn.